# Тирни, Крис (футболист)
Кри́стофер Уи́лер Ти́рни (англ. Christopher Wheeler Tierney; 9 января 1986, Уэлсли, Массачусетс, США) — американский футболист. Играл на позиции левого защитника. Всю карьеру провёл в клубе «Нью-Инглэнд Революшн».

## Карьера
Во время обучения в Виргинском университете в 2004—2007 годах Тирни играл за университетскую футбольную команду. За четыре года в составе «Верджиния Кавальерс» в Национальной ассоциации студенческого спорта сыграл 79 игр, в которых забил 11 мячей и отдал 16 результативных передач. В 2006 году помог команде дойти до Кубка колледжей — финала четырёх национального студенческого чемпионата.
На дополнительном драфте MLS 2008 Тирни был выбран в первом раунде под 13-м номером клубом «Нью-Инглэнд Революшн». Клуб заключил с ним контракт в резервный состав 3 июня. Его профессиональный дебют состоялся 21 июня в матче против «Реал Солт-Лейк». В финале Суперлиги 2008, в котором «Нью-Инглэнд Революшн» обыграл «Хьюстон Динамо» в серии послематчевых пенальти после ничьи 2:2, Тирни реализовал свой удар с одиннадцатиметровой точки. Полноценный контракт с ним клуб подписал в январе 2009 года.
Тирни стал игроком стартового состава «Нью-Инглэнд Революшн» в сезоне 2010, играя на самых разных позициях в средней и задней линиях, таких как — левый защитник, центральный защитник, правый защитник, опорный полузащитник и атакующий полузащитник. 4 сентября 2010 года в матче против «Сиэтл Саундерс» забил свой первый гол в профессиональной карьере.
В финальном матче сезона 2014, в котором за Кубок MLS «Нью-Инглэнд Революшн» сошёлся с «Лос-Анджелес Гэлакси», Тирни забил гол, сравнявший счёт (1:1) и переведший поединок в экстратайм, где лосанджелесцы всё-таки вырвали победу благодаря голу Робби Кина (2:1).
Тирни должен был сыграть в матче всех звёзд MLS 2015, в котором оппонировать сборной ведущих местных игроков был приглашён «Тоттенхэм Хотспур», будучи отобранным тренером команды звёзд MLS Пабло Мастроени, но из состава на игру, состоявшуюся 29 июля, из-за травмы выбыл.
В финале Открытого кубка США розыгрыша 2016 года, в котором 13 сентября «Нью-Инглэнд Революшн» уступил «Далласу» со счётом 4:2, Тирни вышел на замену в компенсированное время к первому тайму.
Бо́льшую часть сезона 2018 пропустил из-за разрыва передней крестообразной связки правого колена, случившегося в матче против «Атланты Юнайтед» 30 мая. По окончании сезона 2018 «Нью-Инглэнд Революшн» не продлил контракт с Тирни и он становился свободным агентом, в клубе игрок провёл 11 лет.
15 ноября 2018 года Крис Тирни объявил о завершении футбольной карьеры.

## Статистика выступлений
| Выступление          | Выступление      | Выступление      | Лига | Лига | Плей-офф | Плей-офф | Кубок | Кубок | ЛЧ КОНКАКАФ | ЛЧ КОНКАКАФ | Итого | Итого |
| Клуб                 | Лига             | Сезон            | Игры | Голы | Игры     | Голы     | Игры  | Голы  | Игры        | Голы        | Игры  | Голы  |
| -------------------- | ---------------- | ---------------- | ---- | ---- | -------- | -------- | ----- | ----- | ----------- | ----------- | ----- | ----- |
| Нью-Инглэнд Революшн | MLS              | 2008             | 6    | 0    | 1        | 0        | 2     | 0     | 2           | 0           | 11    | 0     |
| Нью-Инглэнд Революшн | MLS              | 2009             | 14   | 0    | 0        | 0        | 1     | 0     | —           | —           | 15    | 0     |
| Нью-Инглэнд Революшн | MLS              | 2010             | 27   | 1    | —        | —        | 1     | 0     | —           | —           | 28    | 1     |
| Нью-Инглэнд Революшн | MLS              | 2011             | 27   | 2    | —        | —        | 1     | 0     | —           | —           | 28    | 2     |
| Нью-Инглэнд Революшн | MLS              | 2012             | 28   | 2    | —        | —        | 0     | 0     | —           | —           | 28    | 2     |
| Нью-Инглэнд Революшн | MLS              | 2013             | 29   | 1    | 0        | 0        | 2     | 1     | —           | —           | 31    | 2     |
| Нью-Инглэнд Революшн | MLS              | 2014             | 24   | 1    | 5        | 2        | 1     | 0     | —           | —           | 30    | 3     |
| Нью-Инглэнд Революшн | MLS              | 2015             | 31   | 2    | 1        | 0        | 0     | 0     | —           | —           | 32    | 2     |
| Нью-Инглэнд Революшн | MLS              | 2016             | 28   | 2    | —        | —        | 4     | 0     | —           | —           | 32    | 2     |
| Нью-Инглэнд Революшн | MLS              | 2017             | 26   | 1    | —        | —        | 1     | 0     | —           | —           | 27    | 1     |
| Нью-Инглэнд Революшн | MLS              | 2018             | 6    | 1    | —        | —        | 0     | 0     | —           | —           | 6     | 1     |
| Нью-Инглэнд Революшн | Итого            | Итого            | 246  | 13   | 7        | 2        | 13    | 1     | 2           | 0           | 268   | 16    |
| Всего за карьеру     | Всего за карьеру | Всего за карьеру | 246  | 13   | 7        | 2        | 13    | 1     | 2           | 0           | 268   | 16    |

Источники: Soccerway, Transfermarkt, MLSsoccer.com, SoccerStats.us